# 范靈丹

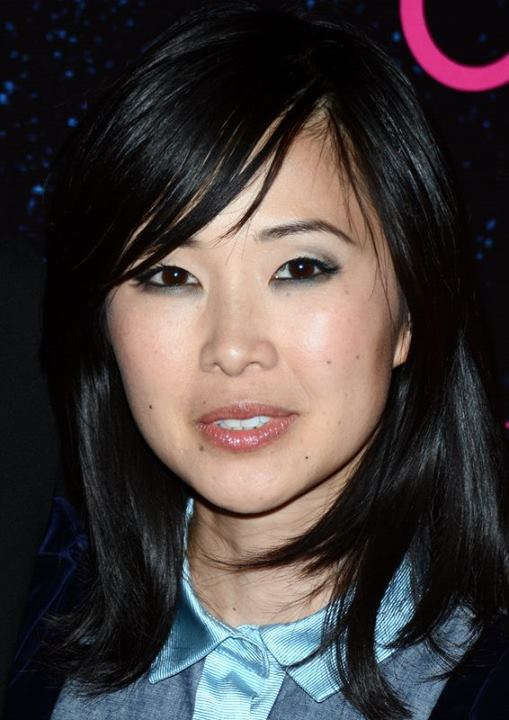
范靈丹

范靈丹（越南语：／；1974年6月20日—）是一位出生於越南的法國女演員。

## 經歷
她出生於越南共和國西貢（現胡志明市），但一年後隨家人搬到法國巴黎，就在越南民主共和國跟越南南方民族解放陣線軍隊佔領西貢之前。她也曾在紐約、海牙、新加坡居住過，目前居住在英國倫敦。
她最為人所知的作品是在1992年榮獲奧斯卡金像獎的法國史詩片《印度支那》中飾演一名被法國種植園主收養的阮朝孤兒，與凱撒琳·丹尼芙聯袂主演。她因此演出獲得了凱薩電影獎最有前途女演員提名。

## 演出作品

### 電視劇
| 年份   | 劇名         | 角色     | 備註                 |
| 1993年 | 遙遠的松巴江 | 阮氏碧垂 | 韓國電視劇-SBS電視台 |

## 外部連結
- 范靈丹在互联网电影资料库（IMDb）上的資料（英文）
- 官方网站